# Michael Schoenhals
Lars Michael Schoenhals, född 23 januari 1953, är professor emeritus i kinesiska, med särskild inriktning på det moderna Kinas samhälle, vid SOL-centrum, Lunds universitet. Han är en av världens främsta experter på Kulturrevolutionen i Kina och har författat ett stort antal skrifter om kinesisk politik.
Schoenhals studier av hur det kinesiska kommunistpartiets propaganda- och censurmaskineri fungerade uppmärksammades tidigt internationellt, i första hand tack vare att den till CIA knutna FBIS China Report: Political, Sociological and Military Affairs 1984 utan hans kännedom översatte och under rubriken ”Swedish Expert Examines Country’s International Propaganda” spridde en engelsk version av artikel han publicerat i  Utrikespolitiska Institutets tidskrift Internationella Studier.
Under resten av 1980-talet var han verksam på School of Oriental and African Studies i London, där han fram till 1987 skrev på sin doktorsavhandling om det Stora språnget framåt på vilken han disputerade i sinologi vid Stockholms universitet, och sedan som post-doc vid University of California, Berkeley, och Harvarduniversitetet. Hans arbete om den kinesiska propagandan resulterade bl.a. i boken Doing Things with Words in Chinese Politics: Five Studies, ett pionjärarbete kring det kinesiska begreppet tifa (提法) (ung. ”formulering”) vars instrumentella roll och betydelse i början på 1990-talet ännu var i det närmaste helt okänd utanför det kinesiska kommunistpartiet.
Under 1990-talet, först som gästforskare vid Harvard och University of British Columbia, Vancouver, och efter återkomsten till Sverige 1992 först vid Stockholms universitet och sedermera i Lund, arbetade Schoenhals länge på bl.a. den historia om den kinesiska kulturrevolutionen som 2006 utkom under namnet Mao’s Last Revolution (medförfattare Roderick MacFarquhar).
I Sverige blev han känd när han på invigningen av Forum för levande historias kampanj om kommunismens brott 11 mars 2008 efter ett antikommunistiskt anförande av kulturminister Lena Adelsohn-Liljeroth som beskrev hur kommunismen som ideologi skördat och alltjämt skördar otaliga offer, läste upp ett dekret som sades vara från ordförande Maos underrättelsetjänst och handlade om hur denne skulle avvisat folkkongressens beslut att använda mindre brutala metoder i förhör med kontrarevolutionärer. Schoenhals konkluderade dock: "Ni som kommit hit för att höra oss fördöma kommunismen har missat hela poängen med historisk kunskap. Vår uppgift är att strängt granska brott mot mänskligheten så att vi lär oss att känna igen dem i samtiden – och detta oavsett om det utförs i kommunismens eller demokratins namn."  Efter uppläsandet avslöjade han att det inte rörde sig om något kineskommunistiskt dekret utan att det rörde sig om ett aktuellt tal av George W Bush som försvarade tortyr vid förhör av misstänkta terrorister.
Schoenhals invaldes 2010 i Kungliga Humanistiska Vetenskapssamfundet i Lund.

## Verk i urval
- Schoenhals, Michael (1979). Svenska för invandrare: Kinesisk-svensk ordlista. Eskilstuna: Brevskolan. ISBN 91-574-0139-X
- Schoenhals, Michael (1980). Svenska för invandrare: Svensk-kinesisk ordlista. Eskilstuna: Brevskolan. ISBN 91-574-0138-1
- Schoenhals, Michael (1987) (på engelska). Saltationist socialism: Mao Zedong and the Great Leap Forward 1958. Skrifter utgivna av Föreningen för orientaliska studier, 0346-7449 ; 19. Stockholm: Univ. Libris 7608421. ISBN 91-7146-360-7
- Schoenhals, Michael (1992) (på engelska). Doing things with words in Chinese politics: five studies. China research monographs (Berkeley, Calif.), 0069-3693 ; 41. Berkeley: Center for Chinese Studies, Institute of East Asian Studies, University of California. Libris 6323477. ISBN 1-55729-036-9 (pbk.)
- Schoenhals Michael, red (1996) (på engelska). China's Cultural Revolution, 1966-1969: not a dinner party. An East gate reader. Armonk, N.Y.: M. E. Sharpe. Libris 6354032. ISBN 1-56324-736-4 (inb. : alk. paper)
- MacFarquhar, Roderick; Schoenhals Michael (2006) (på engelska). Mao's last revolution. Cambridge, Mass.: Belknap Press of Harvard University Press. Libris 10203986. ISBN 0-674-02332-3
- Schoenhals, Michael (2013) (på engelska). Spying for the People: Mao’s Secret Agents, 1949-1967. Cambridge: Cambridge University Press. ISBN 978-1-107-01787-0
- Schoenhals, Michael (2025) (på engelska). Eyes and Ears: Secret Agent Work in Cold War China. Cambridge: Cambridge University Press. ISBN 978-1-009-60438-3